# Quinter
Quinter es una ciudad ubicada en el condado de Gove en el estado estadounidense de Kansas. En el año 2010 tenía una población de 918 habitantes y una densidad poblacional de 367,2 personas por km².

## Geografía
Quinter se encuentra ubicada en las coordenadas 39°3′57″N 100°14′13″O / 39.06583, -100.23694 (39.065706, -100.236828).

## Demografía
Según la Oficina del Censo en 2000 los ingresos medios por hogar en la localidad eran de $32,098 y los ingresos medios por familia eran $41,111. Los hombres tenían unos ingresos medios de $25,313 frente a los $17,292 para las mujeres. La renta per cápita para la localidad era de $15,588. Alrededor del 7.6% de la población estaban por debajo del umbral de pobreza.